# Andelot-en-Montagne
Andelot-en-Montagne település Franciaországban, Jura megyében. Lakosainak száma 573 fő (2022. január 1.). Andelot-en-Montagne Supt, Chapois, Lemuy, Montmarlon, Pont-d’Héry, Valempoulières, Vers-en-Montagne és Aresches községekkel határos.

## Népesség
A település népességének változása:
| Lakosok száma | 605  | 555  | 561  | 548  | 542  | 533  | 526  | 509  | 530  | 573  |
|               | 1968 | 1982 | 1990 | 2006 | 2013 | 2015 | 2017 | 2019 | 2020 | 2022 |